# Margaretha von Ahaus
Margaretha von Ahaus (* 1383 in Ahaus; † 1. Oktober 1458 in Kloster Diepenveen) war Äbtissin im Stift Freckenhorst.

## Leben
Margaretha von Ahaus entstammte dem uralten westfälischen Edelherrngeschlecht von Ahaus. Ihre Eltern waren Ludolph von Ahaus (Amtmann beim Utrechter Bischof) und Johanna. Ihre Schwester Agnes war Äbtissin im Stift Nottuln, ihr Halbbruder Heinrich Domvikar und Anhänger der Devotio moderna.
Im Alter von zwei oder drei Jahren kam sie zu ihrer Tante Jutta in das Stift Vreden. Sie blieb auch nach Juttas Fortzug zunächst in Vreden, bis sie in das Stift Freckenhorst wechselte und hier für die am 31. Januar 1407 verstorbene Äbtissin Ingeborg von Oldenburg das Amt übernahm. In diesem Amt blieb sie bis 1423, als sie in das Kloster Diepenveen eintrat. Hier war sie Subpriorin. Jutta von Ahaus war Margarethas Tante und Äbtissin in Vreden. Diese ging nach schwerer Erkrankung 1392 in das Kloster Diepenveen.